# Tobias Rau
Tobias Rau (* 31. Dezember 1981 in Braunschweig) ist ein ehemaliger deutscher Fußballspieler.

## Sportliche Laufbahn

### Vereinskarriere
Über die Jugendvereine SC Gitter und Sportfreunde Ölper gelangte Rau 1996 in die Jugendabteilung von Eintracht Braunschweig, in deren erste Mannschaft er zur Saison 1999/2000 aufstieg und für die er am 14. August 1999 (3. Spieltag) beim 2:0-Sieg im Auswärtsspiel gegen den 1. SC Göttingen 05 in der Regionalliga Nord debütierte. Nach 60 von 72 Regionalligaspielen wurde er zur Saison 2001/02 vom Bundesligisten VfL Wolfsburg verpflichtet und reifte dort zum Nationalspieler. Sein Bundesligadebüt gab er am 18. August 2001 (4. Spieltag) beim 1:1 im Heimspiel gegen den SC Freiburg, sein einziges Bundesligator erzielte er am 9. März 2002 (26. Spieltag) beim 5:1-Sieg im Heimspiel gegen den 1. FC Köln mit dem Treffer zum 2:0 in der achten Minute.
Zur Saison 2003/04 wechselte er zum Ligakonkurrenten FC Bayern München, bei dem er aber über eine Reservistenrolle nicht hinauskam. Von 68 möglichen Erstligaspielen in seinen beiden Jahren beim Rekordmeister bestritt er nur 13 Partien. Ein erneuter Wechsel innerhalb der Spielklasse 2005/06 zu Arminia Bielefeld brachte – aufgrund von Verletzungen – auch hier nicht den entscheidenden Durchbruch. Dies änderte sich erst unter dem Trainer Ernst Middendorp. Bis zum Ende seines Vertrages am 30. Juni 2009 absolvierte Rau 32 Erstliga-Spiele für die Arminia. Am 6. Juli 2009 gab Rau bekannt, dass er seine Profikarriere beenden und ein Lehramtsstudium beginnen wird.
Ab der Saison 2012/13 spielte er beim in Melle beheimateten und in der Kreisliga Osnabrück-Land Süd spielenden TV Neuenkirchen, wo er 2018 nach 46 Spielen in sechs Spielzeiten seine Karriere beendete.

### Auswahleinsätze
Am 27. Februar 2001 debütierte Rau in der U-20-Nationalmannschaft bei der 0:3-Niederlage gegen die Auswahl Portugals. Zwei Tage später – beim 2:0-Sieg gegen die Auswahl Italiens auf Madeira – bestritt er sein letztes Spiel für diese Auswahlmannschaft. 2002 bestritt er neun von elf Länderspielen für die U-21-Nationalmannschaft. Am 12. Februar debütierte er in Belfast beim 1:0-Sieg gegen die Auswahl Nordirlands und in seinem vierten Spiel, beim 3:3-Unentschieden gegen die Auswahl Japans am 11. Mai in Istres, gelang ihm sein einziges Länderspieltor in dieser Altersklasse.
Seinen Einstand für die A-Nationalmannschaft gab Tobias Rau am 12. Februar 2003, als er bei der 1:3-Niederlage in Palma gegen die Auswahl Spaniens eingesetzt wurde. Für die DFB-Auswahl bestritt er sieben Länderspiele und erzielte ein Tor; dieses gelang ihm am 1. Juni 2003 in Wolfsburg beim 4:1-Sieg gegen die Auswahl Kanadas mit dem Treffer zum Endstand in der 90. Minute. Sein letztes Spiel bestritt er am 10. September 2003 in Dortmund beim 2:1-Sieg gegen die Auswahl Schottlands.
Für die Perspektivmannschaft Team 2006 kam er in Ankara am 6. September 2005 beim 1:1 gegen die A-2-Nationalmannschaft der Türkei zum Einsatz.

## Erfolge
- Deutscher Meister 2005
- DFB-Pokal-Sieger 2005
- Ligapokal-Sieger 2004

## Funktionär
Ab September 2018 saß Rau im Aufsichtsrat von Eintracht Braunschweig. Im Mai 2021 zog er sich aus dieser Funktion zurück.

## Weiterer Werdegang
Ab dem Wintersemester 2009/10 studierte er an der Universität Bielefeld Sport, Pädagogik und Biologie im Masterstudiengang. Im April 2016 begann Rau ein Referendariat an der Peter-August-Böckstiegel-Gesamtschule (PAB) in Borgholzhausen. Rau unterrichtet (Stand Januar 2024) an dieser Schule als Studienrat in den Fächern Biologie und Sport.